# Samir Khalil Samir
Samīr Khalīl Samīr (in arabo سمير خليل سمير‎?; Il Cairo, 10 gennaio 1938) è un filosofo, islamista e teologo egiziano, nonché gesuita, orientalista,
siriacista e studioso di lingue semitiche.

## Biografia
Samīr Khalīl Samīr entrò nell'Ordine dei Gesuiti nel 1955, ad Aix-en-Provence (Francia), e s'impegnò in studi di Filosofia, Teologia e Islamistica. Si laureò con una tesi di teologia cattolica orientale e islamica. In seguito istituì in Egitto venti scuole per imparare a leggere e a scrivere ed insegnò quindi per dodici anni nel Pontificio Istituto Orientale a Roma.
Nel 1986 si trasferì nel Libano, allora sconvolto dalla guerra civile, e attualmente insegna nell'Université Saint-Joseph di Beirut, specializzata nello studio della teologia cristiana e dell'islamistica, continuando però ad insegnare ogni anno al Pontificio Istituto Orientale di Roma senza interruzione dall'anno accademico 1974 ad oggi.
Nello stesso periodo egli diede vita a Beirut all'istituto di ricerche chiamato CEDRAC (Centre de Documentation e de Recherches Arabes Chrétiennes), che raduna il retaggio letterario arabo-cristiano nel Vicino Oriente. È anche professore nel Pontificio Istituto Orientale di Roma e nel Centre Sèvres (Facoltà gesuita di teologia e Filosofia) di Parigi. Occupa la stessa funzione nel Maqasid Institute di Beirut. Ha insegnato per dodici anni al PISAI (Pontificio Istituto di Studi Arabi e d'Islamistica, Roma), per cinque anni all'Istituto Ecumenico di Bari, per tre anni all'Università Cattolica di Milano e per tre anni all'Università di Torino, oltre che in varie università d'Italia per brevi periodi.
È stato professore in visita (visiting professor) nell'Università di Graz (Austria), nelle Università di Göttingen e di Halle-Wittenberg (Germania), nella Vrije Universiteit Amsterdam (Olanda) e la Katholieke Universiteit Nijmegen (Olanda), all'Ecole Pratique des Hautes Etudes (Parigi, Francia), nel Selly Oak Colleges di Birmingham (Inghilterra), nella Sofia University di Tokyo (Giappone), nell'Università del Cairo (Egitto), nell'Università di Betlemme (Palestina), nella Notre Dame University di South Bend, Indiana (USA), la Georgetown University, (Washington, USA) oltre che presso il Center for Muslim-Christian Understanding di Washington, diretto da John Esposito (USA).
Samir è autore di oltre 60 libri e di più di 1500 articoli. È consulente di numerosi uomini di Chiesa e di politici europei e vicino-orientali.
I suoi principali campi d'indagine sono: l'Oriente cristiano, il patrimonio culturale e teologico arabo cristiano, l'Islam e l'integrazione dei musulmani in Europa, nonché le relazioni fra cristiani e musulmani. Nel luglio del 2006 ha sviluppato un suo piano di pace per il Vicino Oriente.
Padre Samir si è così espresso sul bacio del Corano da parte di Giovanni Paolo II: «il Papa che bacia il Corano è stato uno shock per molti cristiani nel Vicino Oriente. Essi pensano che ciò significhi che il Corano è divino, il che, naturalmente, non era per nulla nelle sue intenzioni».

## Opere
- Christian Arabic Apologetics during the Abbasid Period (750-1258), Jorgen S Nilesen, Brill (dicembre 1993).
- Cento domande sull'islam: intervista a Samir Khalil Samir, a cura di Giorgio Paolucci e Camille Eid (Genova: Marietti, 2002), ISBN 88-211-6462-4.
- Rôle culturel des chrétiens dans le monde arabe, coll. Cahiers de l'Orient chrétien 1 (Beyrouth: CEDRAC, 2003).
- Islam e occidente. Le sfide della coabitazione, Torino, Lindau, 2011, ISBN 978-88-7180-916-8.
- 100 contributi a The Coptic Encyclopedia.
- Decine di articoli sulla rivista quotidiana online AsiaNews.

## Critica
- Studies on the Christian Arabic Heritage: In Honour of Father Prof Dr Samir Khalil Samir SJ at the Occasion of His Sixty-Fifth Birthday (Eastern Christian Studies) di R. Y. Ebied (ed.), Peeters (2005)
- Der Friedensplan für den Nahen Osten von Samir Khalil Samir: L'hebdomadaire italien, L'Espresso, 28 luglio 2006
- Hervé Yannou, Le plan de paix en dix points du Vatican, Le Figaro, 30 agosto 2006.

## Riconoscimenti
- Alexander von Humboldt Forschungspreis, 2005
- Vétéran de la Culture au Liban et dans le Monde Arabe, 2007
- Premio internazionale medaglia d'oro al merito della cultura cattolica, 2016